# Полум
Полум је насељено место у општини Велика Писаница, у области Билогора, Република Хрватска.

## Историја
До територијалне реорганизације у Хрватској насеље се налазило у саставу бивше велике општине Бјеловар.

## Становништво
По попису из 2001. године село је имало 49 становника. Насеље је према попису становништва из 2011. године имало 39 становника.
| Националност       | 1991.        | 1981.        | 1971.       | 1961.        |
| Срби               | 110 (88,70%) | 111 (79,28%) | 89 (66,41%) | 18 (13,33%)  |
| Хрвати             | 6 (4,83%)    | 22 (15,71%)  | 42 (31,34%) | 114 (84,44%) |
| Југословени        | 2 (1,61%)    | 7 (5,00%)    | 1 (0,74%)   | 0            |
| остали и непознато | 6 (4,83%)    | 0            | 2 (1,49%)   | 3 (2,22%)    |
| Укупно             | 124          | 140          | 134         | 135          |

- напомене:

Исказује се као насеље од 1910.